# مونترو

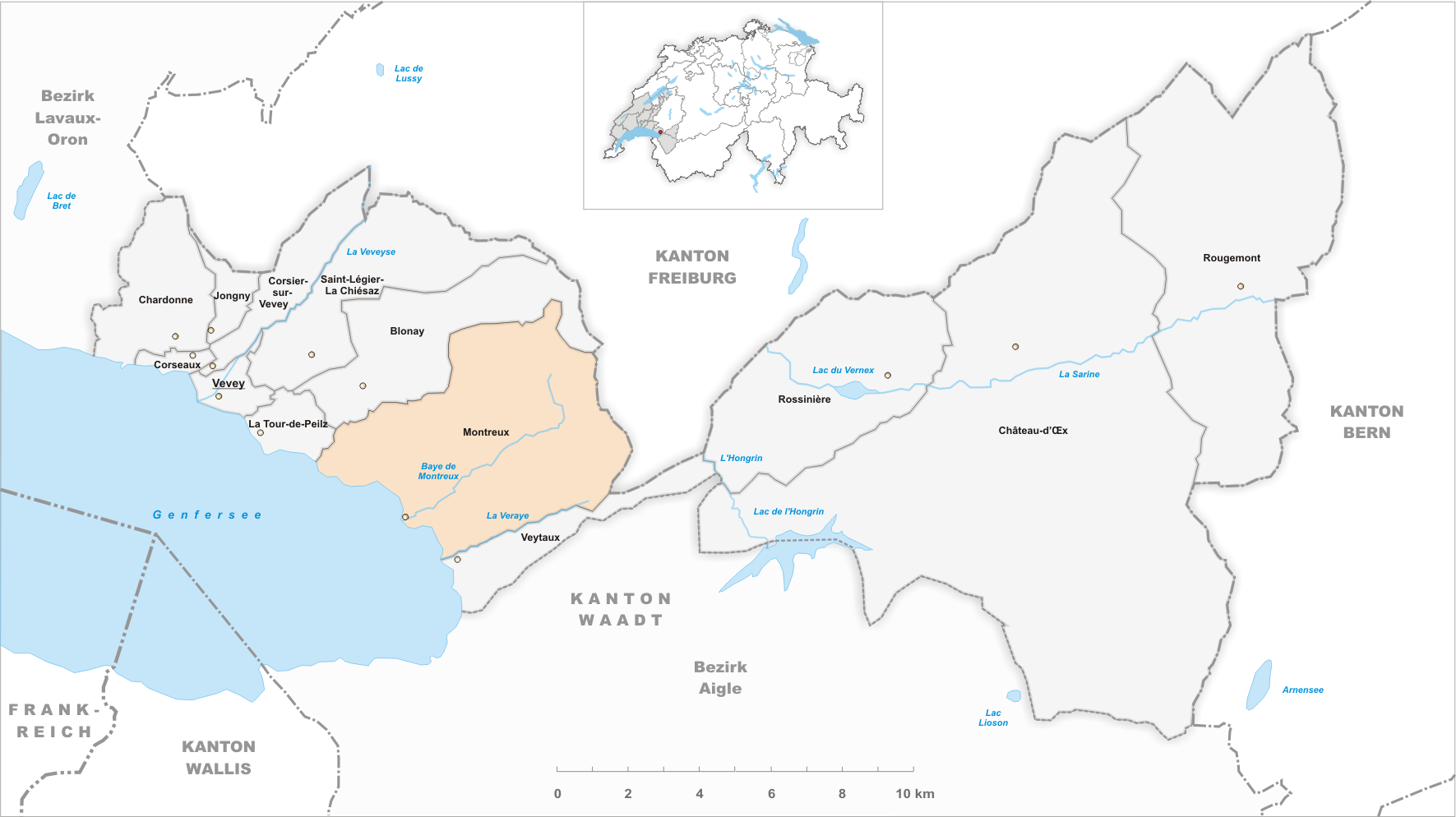
نقشهٔ مونترو در سوئیس

مونترو (به فرانسوی: Montreux) نام یکی از شهرهای کانتون وو در غرب کشور سوئیس است. این شهر در کنار دریاچه ژنو و در دامنه‌های رشته‌کوه آلپ جای گرفته و تا دسامبر سال ۲۰۱۷، جمعیتی بالغ بر ۲۶٬۵۷۴ نفر داشته‌است.

## نواحی
دهکده گلیون در نزدیکی شهر مونترو واقع شده‌است.

## نگارخانه

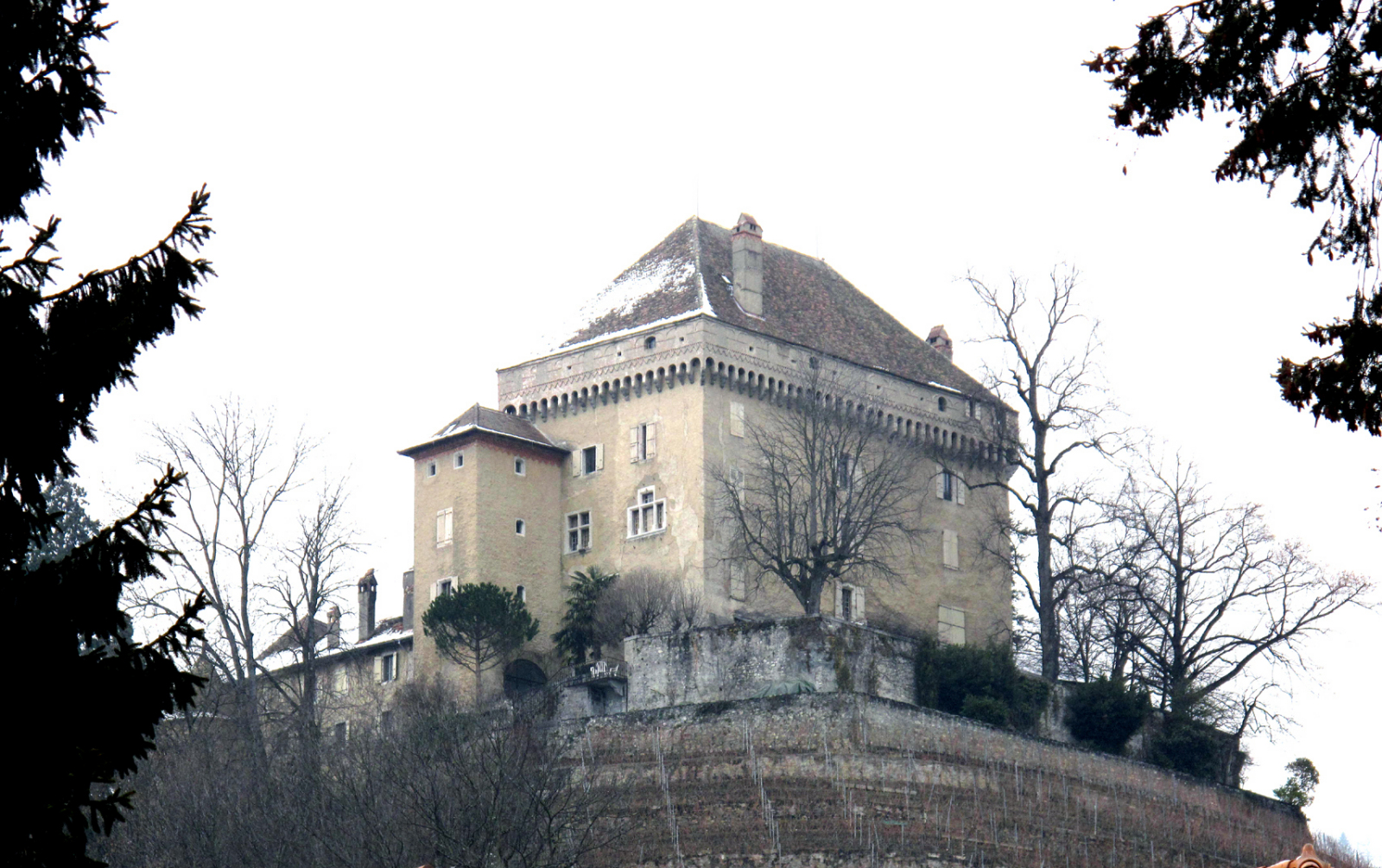
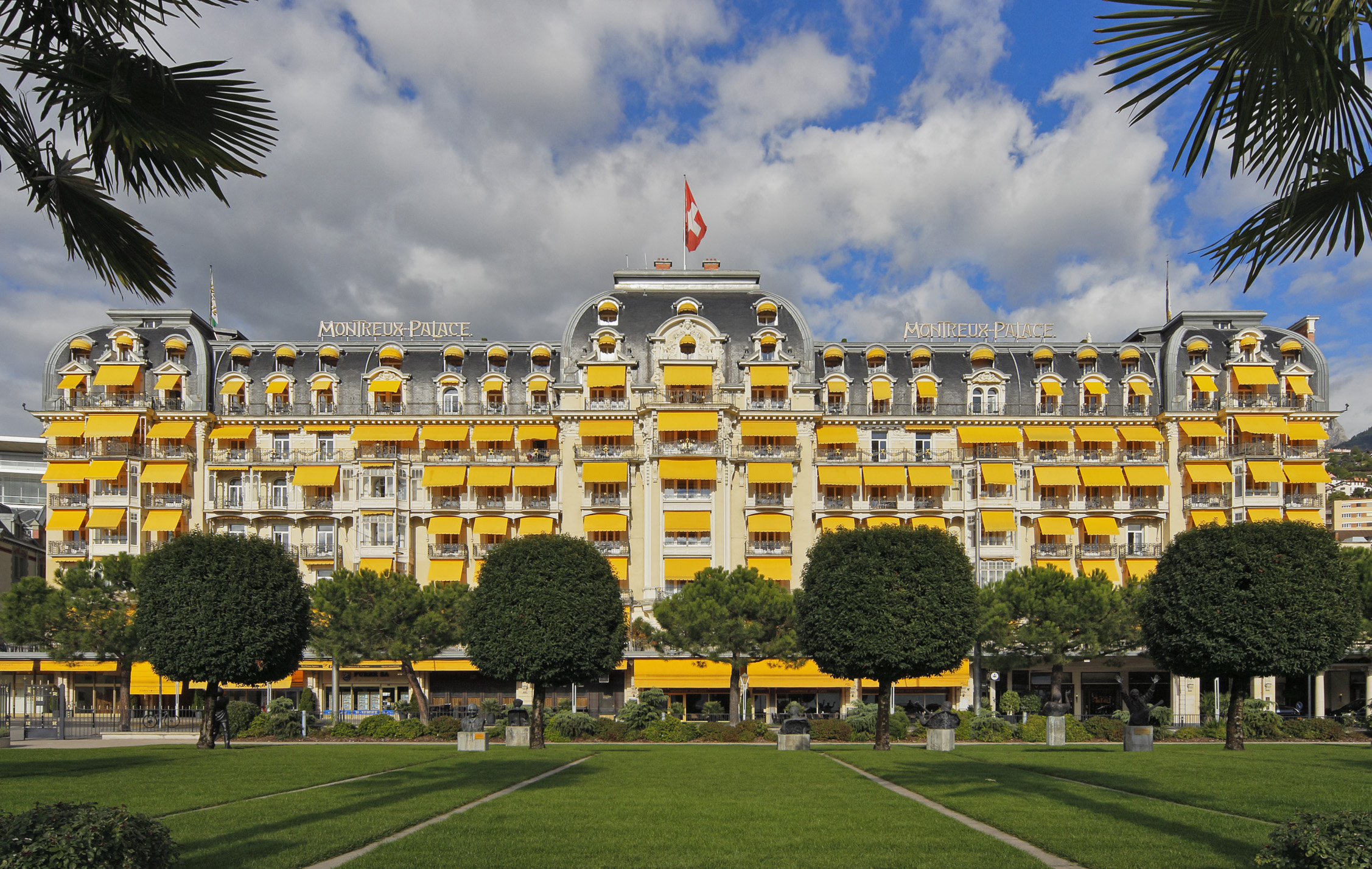
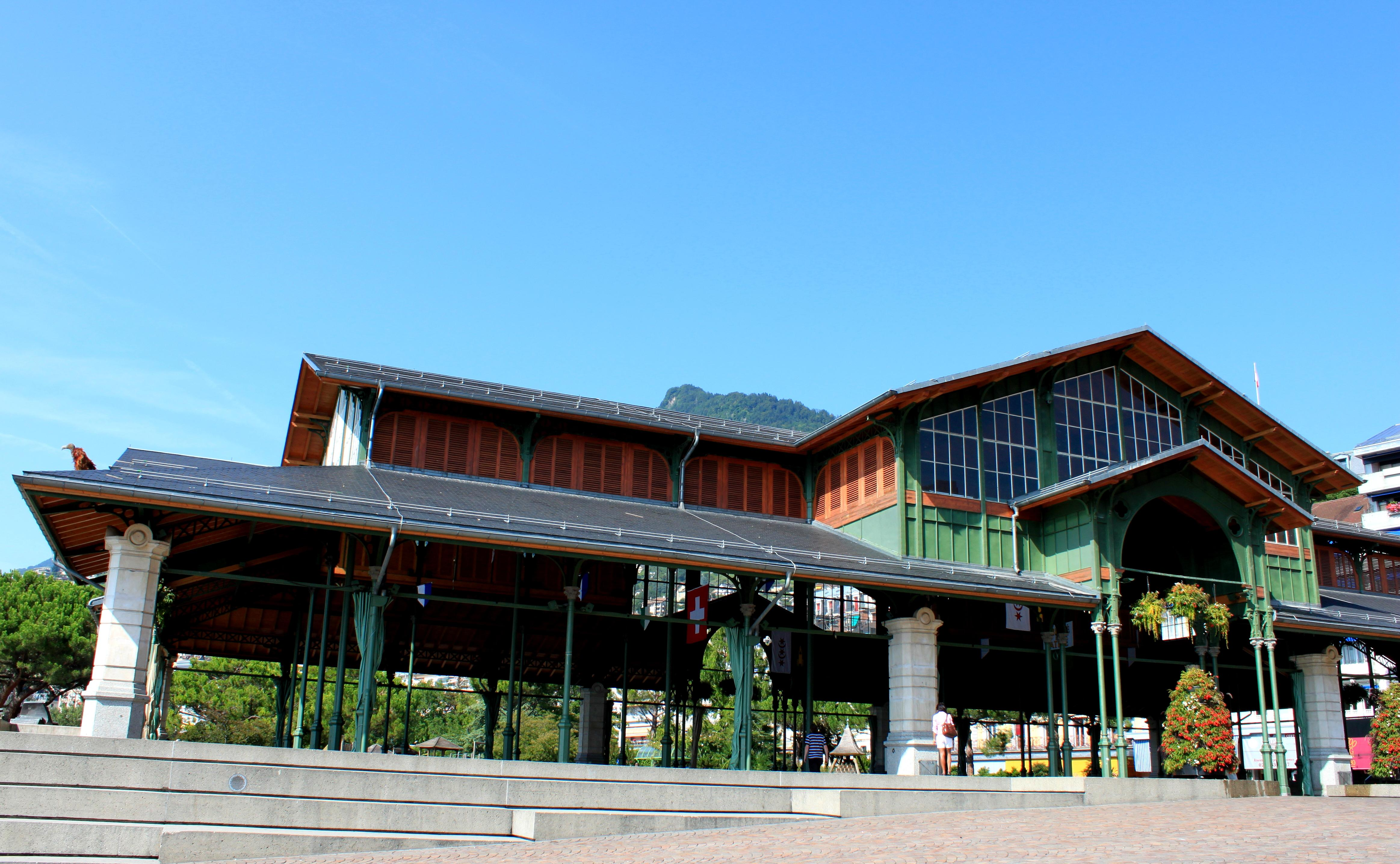
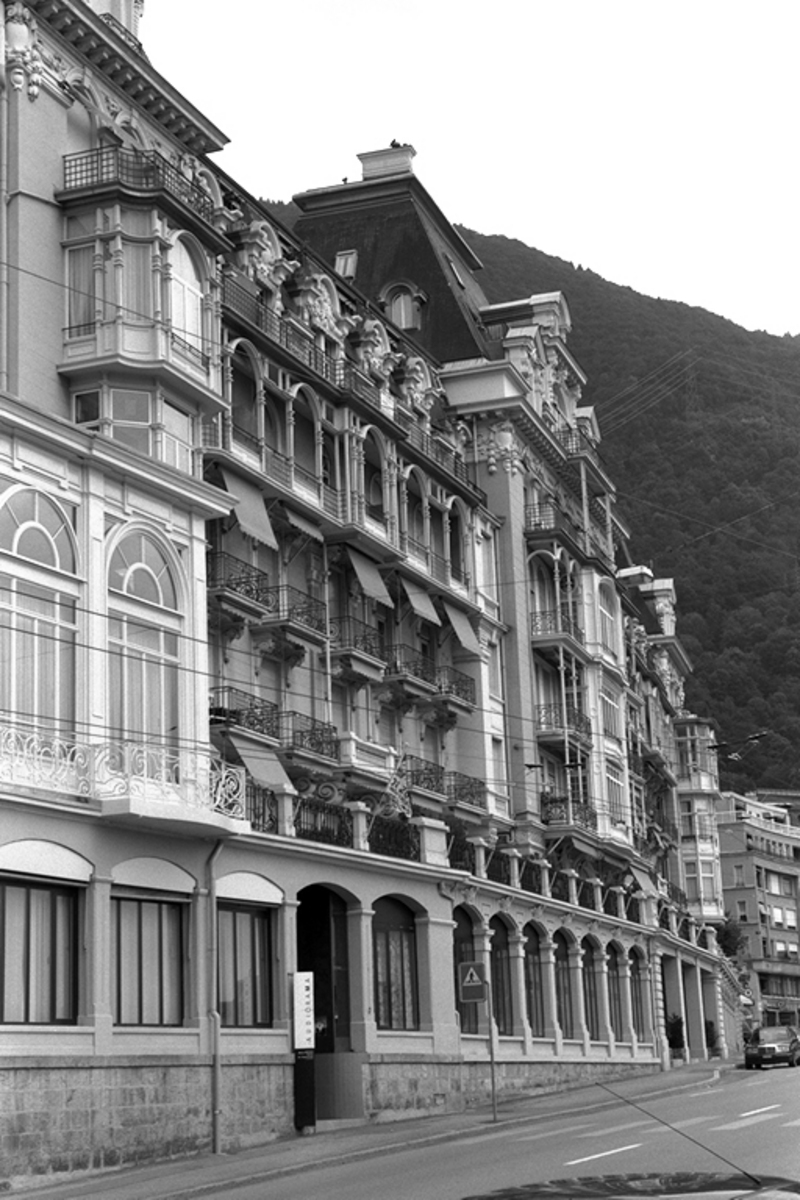